# دیوید کالدر (بازیگر)
دیوید کالدر (به انگلیسی: David Calder) (زادهٔ ۱ اوت ۱۹۴۶) بازیگر انگلیسی است.
از فیلم‌ها و سریال‌های تلویزیونی معروف او، می‌توان به بازی در فیلم ترفند، دنیا کافی نیست، جولین فلوز بررسی می‌کند: مرموزترین قتل، شاه زنده است و برامول اشاره کرد.